# 隼鸟号探测器
隼鸟号（日语： Hayabusa ?，发射前代号为“第20號科學衛星MUSES-C”）是一个由日本宇宙航空研究開發機構开发的无人航天器，其任务目标是采集小行星25143（25143 Itokawa，另被命名为“絲川小行星”）的物质样本送回地球，其是MUSES（Mu Space Engineering Spacecraft，意即“Mu火箭发射的太空工程实验航天器”）系列的第三台航天器，附有一个名为“MINERVA”的可分离巡视器，其被搭载于M-V运载火箭上发射于2003年5月9日，之后在2005年9月12日抵达目标地丝川小行星，最后于2010年6月13日成功返回地球，样本仓坠落于澳大利亚伍麦拉地区，整个任务共历时7年1个月4天，是世界上首个成功在小行星表面采样返回的航天器，样品总质量小于1克。
隼鸟号在其整个任务执行过程当中遇到了许多曲折，首先是在出发后第6个月碰到了有史以来被记录下最大的太阳耀斑，导致其太阳能充电板损坏。之后其三个用于姿态控制的反作用轮中的两个都在抵达目的地前发生故障停转，而在抵达丝川小行星后，巡视器MINERVA也因释放时发生的意外没能登陆丝川小行星，从此流离太空。而在隼鸟号本体着陆在丝川小行星上采样时，它的采样装置也因故障没有正确工作，此外，因为着陆方式的问题，它的姿态控制系统部分受损，进而导致了推进剂泄露。最终使得隼鸟号进入了一段时间的失联与失控状态。在JAXA恢复与它的通信之后，他们改用喷射氙气推进剂的方式来控制姿态。在返程时，它的四台离子推进机中只剩两台还在正常工作，而在返程途中，这两台推进机又先后出现故障，JAXA最终设法将两台故障推进机的完好部分并和工作，才将隼鸟号带回地球。
虽然隼鸟号的采样装置没有正常工作，但其收集到了在其于丝川小行星着陆时扬起的尘土，JAXA最终在其中一个样品收集器中发现了约1500颗确认来自丝川小行星的岩石颗粒，对这些尘土的研究取得了诸多成果，这对理解星际物体的形成和演化做出了重大贡献。

## 历史
這項太空研究計畫斥資兩億美元。
| 年份   | 日期          | 發生事件 |
| ------ | ------------- | --- |
| 2003年 | 5月9日        | 13:29:25由M-V火箭成功發射至太空，同時正式取名為「隼鳥號」。 |
| 2003年 | 9月           | 離子引擎A發生輸出不穩定狀況，動力只能改由另外剩餘的三架引擎聯合使用，同時運作時間超過1000小時。 |
| 2003年 | 10月末─11月初 | 遭遇觀測史上最大太陽閃焰的衝擊，雖然發生了太陽電池輸出減弱以及內部記憶體單粒子翻轉錯誤(single event upset)，所幸不影響任務進行。 |
| 2004年 | 5月19日       | 以極為接近地球的準確軌道進行重力助推成功。 |
| 2004年 | 12月9日       | 離子引擎運作時間超過20000小時。 |
| 2005年 | 7月29日       | 第一次捕捉到小行星丝川的模樣。 |
| 2005年 | 7月31日       | X軸姿勢控制裝置故障無法使用，改由化學燃料輔助推進器與剩下兩個姿勢控制裝置聯合使用。 |
| 2005年 | 11月12日      | 進行降下預演，同時釋放出刻有88萬人的名字的目標標定球和探測器MINERVA，但可能对该小行星引力场的估计误差而失敗，沒有到達丝川小行星上。 |
| 2005年 | 11月20日      | 第一次降落，但因為偵測到障礙物而自動停止，之後以每秒10公分的速度再降落。期間因失去通訊30分鐘，當時地面站無法確定是否降落在丝川小行星上。由於降落時，著陸終止模式無法解除，因此無法發射採集樣本時用來撞起岩石碎片的子彈。但樣品艙可能採集到著陸時，因為助推器噴射而揚起的表面灰塵。 |
| 2005年 | 11月26日      | 第二次降落，只有著地後1秒即離開，地面站顯示降落與採集樣本的子彈發射整個過程正常執行。燃料發生洩漏的現象，在關閉閥門後已停止。 |
| 2005年 | 12月9日       | 通訊再度中斷，飛行器失聯。 |
| 2006年 | 1月23日       | 接收到從隼鳥號傳來的無線電訊號。 |
| 2006年 | 1月26日       | 確認情況：太陽能電池輸出過低、11個鋰蓄電池中有四個完全不能使用、燃料也幾乎流失。 |
| 2007年 | 1月17日       | 進行樣品容器保存至樣品艙膠囊作業，隔日確認完成。 |
| 2007年 | 4月25日       | 進行返回地球的航程。 |
| 2008年 |               | |
| 2009年 |               | |
| 2010年 | 6月13日       | 19:54 分離樣品艙 22:02 進行最後的地球攝影 22:28 通信中斷 22:30 控制室所有指令輸入完畢 22:51 重返大氣層，隼鳥號化為灰燼。 |
| 2010年 | 6月14日       | 16:38 樣品艙回收成功。 |
| 2010年 | 6月17日       | 樣品艙運回羽田機場，抵達日本相模原後，進行開封檢查作業。 |
| 2010年 | 6月18日       | 取出樣品艙內的容器，進行電腦斷層掃描(CT)。由於容器為密閉狀態，僅能確認沒有大於1mm的樣本存在（此時不確定內部是否有其他樣本）。 |
| 2010年 | 6月24日       | 對樣本容器（A室）進行開封。 |
| 2010年 | 7月6日        | 嘗試從樣本容器中取出微小樣本。 |
| 2010年 | 11月16日      | 確認採取的樣本為非地球物質，並且發表小行星25143(糸川)形成的方式。 |
| 2010年 | 12月7日       | 對樣本容器（B室）進行開封。 |
| 2011年 | 1月17日       | 發表日後對樣本分析的初步計畫。1月22日起在日本兵庫縣的「SPring-8」研究中心進行初步分析。 |

2010年6月13日22时51分，完成任務後返回地球的隼鳥號進入大氣層，母船在穿越大氣層的時候化為灰燼；而裝著裝著小行星塵土樣本的樣品艙，則在距離地球兩萬公里遠的地方脫離母船。樣品艙降落在澳洲阿德雷德西北方的烏美拉沙漠中一個偏遠的軍事區內。
在穿越大氣層的過程中，母船的燃燒以及小太空艙的摩擦，製造了相當金星和半個滿月亮度的火流星。日本宇宙航空研究開發機構已經確認太空艙著陸的位置，回收之後已密封運回日本進行進一步研究。
隼鳥號裝有4部NEC研制的離子推進器，因為宇宙中沒有空氣阻力即使依靠小功率輸出飛船提供持續的加速度，最终也能達到很高的飛行速度。隼鳥號只儲藏60公斤燃料，推進效率極高。

## 任務目標
| No | 任務目標                                     | 達成得分數 | 達成度                           |
| -- | -------------------------------------------- | ---------- | -------------------------------- |
| 1  | 離子引擎推進試驗                             | 50分       | 達成                             |
| 2  | 離子引擎長期連續稼動實驗                     | 100分      | 達成                             |
| 3  | 利用離子引擎達成地球重力助推                 | 150分      | 達成                             |
| 4  | 自律飛行控制接近微小而不會有重力產生的小行星 | 200分      | 達成                             |
| 5  | 小行星科學觀測                               | 250分      | 達成                             |
| 6  | 從小行星進行樣本採取行動                     | 275分      | 達成，然而採集用彈丸沒有發射成功 |
| 7  | 樣品艙重返大氣層並進行回收                   | 400分      | 達成                             |
| 8  | 小行星樣本回收                               | 500分      | 達成                             |

任務目標設計是「100分為滿分但能有500分結果」的意義。2010年11月16日，日本正式发表在隼鸟带回地球的容器中发现了1500颗从小行星带回的微粒。这是人类首次从除月球之外的宇宙天体取回样本。

## 研究成果
2011年3月10日，日本宇宙航空研究开发机构的研究小组在美国得克萨斯州的『月球与行星科学大会』上，首次對外公布隼鸟号带回的微粒的初步分析结果。研究人員发现微粒中存在橄榄石、斜长石等岩石的大型结晶；研究人員認為，這些岩石可能曾經歷高溫。同時，他們還發現，微粒与地球上发现的一种陨石特征一致，而且微粒受热后产生的气体不具备地球物质特征。此外，在對岩石的檢測中未检出有机物、碳元素等与生命有关的物质。

## 各方反應

### 政治界
在隼鳥號回歸之前，於日本政府主導的事業評鑑中，JAXA等科學界預算遭到大量刪減，令隼鳥號的後繼機隼鳥2號預算嚴重不足而導致計畫停擺，在隼鳥號回歸之後，民間開始出現「希望隼鳥號後繼機的預算能夠被保留」的聲音，也在日本政界掀起一波檢討事業評鑑成果的聲音。

### 商界
日本萬代公司將於2011年6月24日發售「隼鸟号」24分之1大小的模型。模型由日本宇宙航空研究开发机构监制，售价24150日元，該模型亦是萬代公司“成人超合金”系列的第三批产品。该模型主要材料是鋅合金，可以再现展开太阳能电池板和放出样本采集容器等情景。

### 網路
由於隼鳥號是在各種幾乎不可能的狀況下回到地球，在日本最大的動畫網站NICONICO動畫上也掀起一波隼鳥號熱潮，大量歌頌隼鳥號旅行的影片、歌曲因應而生。

### 電影及紀錄片
- 「はやぶさ HAYABUSA BACK TO THE EARTH」：2009年4月1日於日本全國的天文館上映，其後角川電影配給於2011年5月14日開始在日本全國的電影院上映。香港的香港太空館也於2012年1月1日至6月30日間於何鴻燊天象廳上映此片。全編以電腦繪圖製作。
- 「はやぶさ/HAYABUSA」：由二十世紀福斯電影製作與發行，於2011年10月1日在日本上映。2012年3月開始於美國十個主要城市上映。電影由堤幸彦監督、竹内結子主演。
- 「はやぶさ 遥かなる帰還」：由東映製作於2012年2月11日發行上映。由瀧本智行監督、渡邊謙主演。
- 「おかえり、はやぶさ」：松竹映畫製作與發行，於2012年3月10日在日本上映之3D電影。由本木克英監督、金子ありさ編劇，藤原龍也主演。

## 後繼機

### 隼鳥2號
設計上是與隼鳥號規格幾乎相同的「準同型機」，根據目前釋出的資料，與隼鳥號的不同點在於：
1. 天線將從隼鳥號使用的舊型天線更換成與破曉號相同的平面天線。
2. 攜帶自我構造彈，在小行星表面進行第一次採樣後，釋放彈頭在小行星表面上製造坑洞，之後於坑洞內採集樣本。
3. 導致隼鳥號一連串故障的反作用輪增加一個備用。

2014年12月升空，目标为小行星龙宫。2019年2月，隼鸟2号在龙宫着陆，收集其表面样本。其回收仓于2020年12月着落至澳大利亚，隼鸟2号探测器将执行探索小行星1998 KY26的任务。

### 隼鳥號MKII
與歐洲太空總署合作的計畫，比起隼鳥號更為大型，預定前往D型小行星。

## 参阅
- 小行星25143
- 隼鸟2号
- 太陽系探測器列表